# M10 (球狀星團)
梅西耶或M10（也稱為NGC 6254）是在赤道星座蛇夫座中的一個球狀星團。這個天體是法國天文學家查爾斯·梅西耶於1764年5月29日發現的，他將其編目為他的目錄中的第10號，並將其描述為「沒有恆星的星雲」。1774年，德國天文學家約翰·波德同樣描述其為「非常蒼白；沒有恆星的星雲斑塊」。德國出生的天文學家威廉·赫雪爾使用更大的望遠鏡，能够將星團中的恆星解析出單顆的成員。他將其描述為「由極度壓縮的恆星組成的美麗星團」。羅斯伯爵認為他能分辨出穿過部分星團的黑暗小巷。第一個估計到星團距離的是哈羅·沙普利，然而他推導得出的33,000光年比現代值要遠得多。
M10的潮汐半徑為19.3弧分，約為月球視直徑的三分之二。因為它明亮的核心只有35光年寬，通過中型望遠鏡觀察，它看起來大約是這個尺寸的一半（8-9弧分）。它的核心半徑為48弧秒，半質量半徑為147弧秒（2.5弧分）。M10的空間直徑為83光年，估計距離地球14,300光年。它位於蛇夫座的中心車肆增二（蛇夫座30）以西一度處。
就氫和氦以外元素的豐度而言，天文學家稱之為金屬豐度，M10是「中等金屬貧乏」。鐵的豐度，量測為[Fe/H]等於-1.45±0.04dex，僅為太陽表面豐度的3.5%。這個星團顯示出被大質量恆星和II型超新星中的S-過程產生元素富集的證據。它幾乎沒有顯示出因Ia超新星富集的證據
因為聯星的平均質量比正常恆星大，所以聯星往往會向星團中心遷移。聯星在核心區域的比例約為14%。這一比例隨著半徑的增加而下降，在星團的周邊區域約為1.5%。相應地，核心區域包含了大量由恆星相互作用形成的藍離散星，其中大部分形成於20億至50億年前。核心區域的恆星密度約為每立方秒差距3.8太陽質量。在這個星團中已經發現了四顆變星。
這個星團現時位於銀河中心的5千秒差距（16千光年）附近。它大約每1.4億年繞銀河系一周，在此期間，它每5,300萬年穿過銀河系盤面。其玫瑰花結軌道的離心率為0.21。

## 圖集

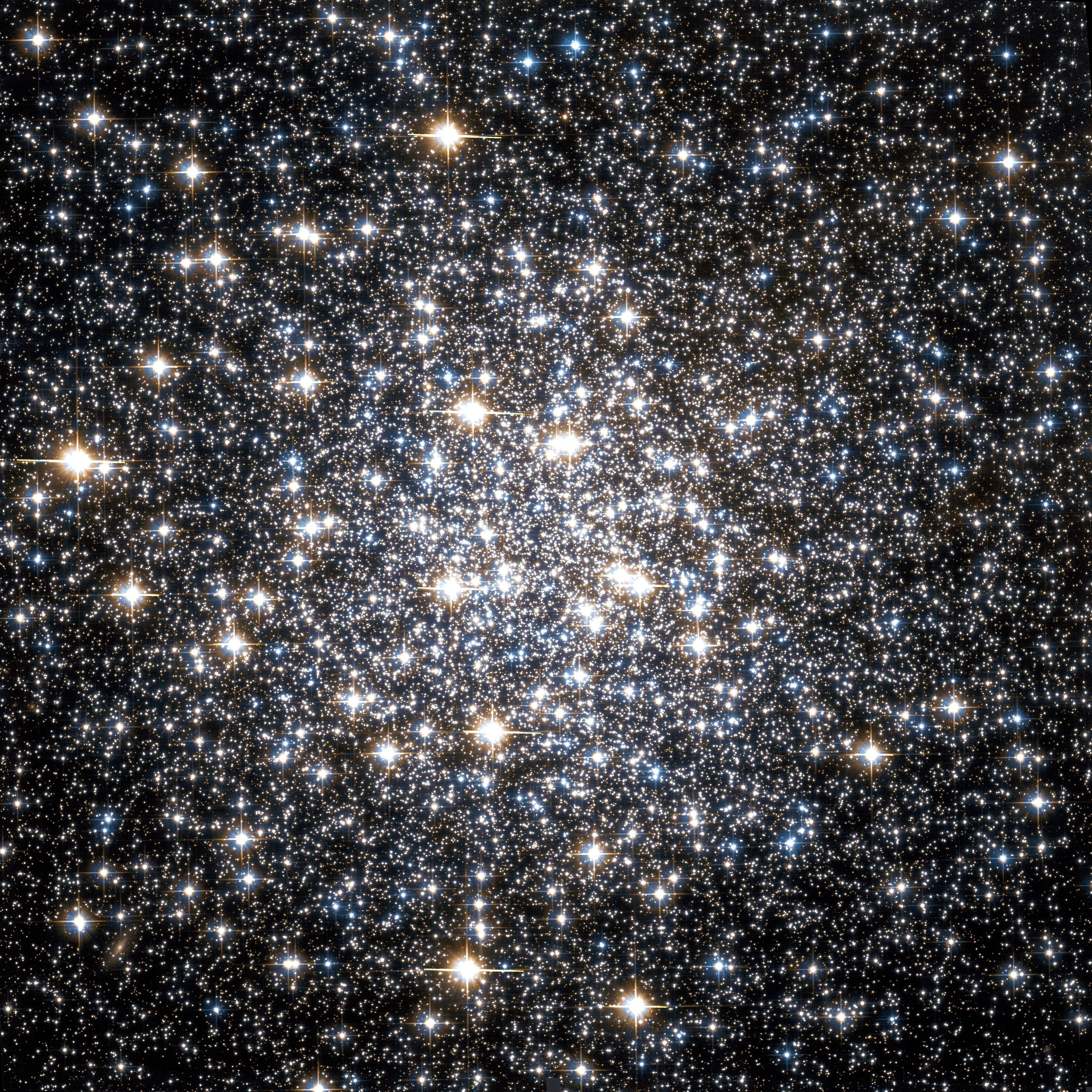
哈伯太空望遠鏡拍攝的梅西耶10號核心區域
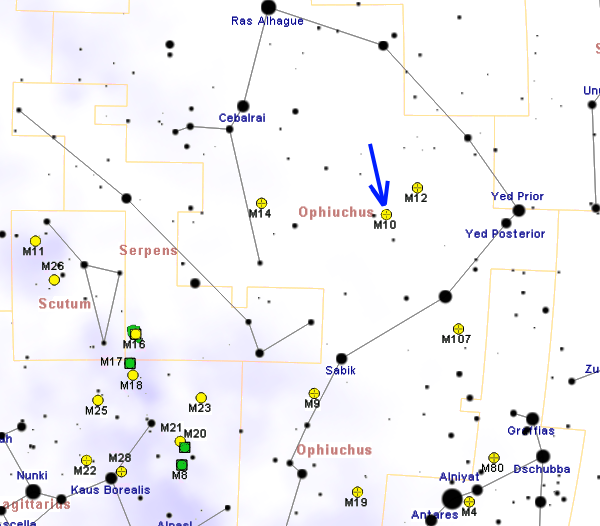
顯示M10位置的星圖

## 外部連結
- Messier 10, SEDS Messier pages （页面存档备份，存于）
- Messier 10, Galactic Globular Clusters Database page （页面存档备份，存于）
- WikiSky上关于M10 (球狀星團)的内容：DSS2, SDSS, GALEX, IRAS, 氢α, X射线, 天文照片, 天图, 文章和图片